# Dactylocardamum
Dactylocardamum là chi thực vật có hoa trong họ Cải.